# Mesomyia dimidiata
Mesomyia dimidiata är en tvåvingeart som först beskrevs av Wulp 1869.  Mesomyia dimidiata ingår i släktet Mesomyia och familjen bromsar. Inga underarter finns listade i Catalogue of Life.